# Евтим Чешмеджиев
Евтим К. Чешмеджиев е български духовник, свещеноиконом, общественик и търговец.

## Биография
Евтим Чешмеджиев роден в Скопие, тогава в Османската империя. Той е богат търговец и член на „първоначалното съдилище“, а по-късно става свещеник. Чешмеджиев е описван като интелигентен и почтен гражданин. В 1885 година като председател на Скопската българска община Евтим Чешмеджиев пише писмо до Министерството на външните работи в София, в което описва „в кратце положението на тукашните Българи, които вследствие на Берлинския конгрес бидоха разпокъсани и разделени най-немилостиво от своите братя; горко! Засега нашето положение е отчаяно, почти всеки ден убийства, грабеж, затваряния и заточения без никаква законна причина“.
Назначен е за архиерейски наместник в Пехчево.
Оглавява Сярската българска община преди септември 1901 година. Като председател в Сяр Чешмеджиев влиза в конфликт със Серския революционен комитет. След Солунските атентати от 1903 година, под въздействие на гърците, Сярската българска община е съвсем разнебитена от османската власт, а нейният председател иконом Евтим Чешмеджиев е интерниран през пролетта в родното му Скопие. В града не е оставен нито един интелигентен българин, и презвитера Чешмеджиева е принудена сама да управлява българските общински имоти и да поддържа контакти с Екзархията. След като Чешмеджиев е осъден на затвор, на 1 септември 1903 година екзарх Йосиф моли княжеското търговско агентство в Сяр да се погрижи за изпращането на съпругата и децата му в Скопие, превеждайки пари за пътуването и настаняването им там.
Негов син е фолклористът, композитор и диригент Йосиф Чешмеджиев.